# Durbanville
Durbanville (anciennement Pampoenkraal et D'Urban) est une commune résidentielle située dans la banlieue nord de la métropole du Cap, en Afrique du Sud.

## Géographie
Durbanville est une commune rurale situé à 26 km au nord-est de la ville du Cap. Localisé à 6 km au nord de Bellville, Durbanville se compose de plusieurs quartiers (Aurora, Valmary Park, Soonstral, Vierlanden ...). 

## Démographie
Selon le recensement de 2011, il y a plus de 54 286 habitants à Durbanville.
Répartition par groupe raciaux
| Groupe            | Population | %       |
| ----------------- | ---------- | ------- |
| Blancs            | 44 607     | 82,17 % |
| Coloured          | 5 491      | 10,11 % |
| Noirs             | 2 995      | 5,52 %  |
| Indiens/Asiatique | 560        | 1,03 %  |

Durbanville est une commune de tradition afrikaans avec une forte minorité anglophone. 
Répartition linguistique
| Language  | Population | %       |
| --------- | ---------- | ------- |
| Afrikaans | 31 346     | 58,94 % |
| Anglais   | 19 803     | 37,24 % |
| Xhosa     | 491        | 0,92 %  |

## Historique

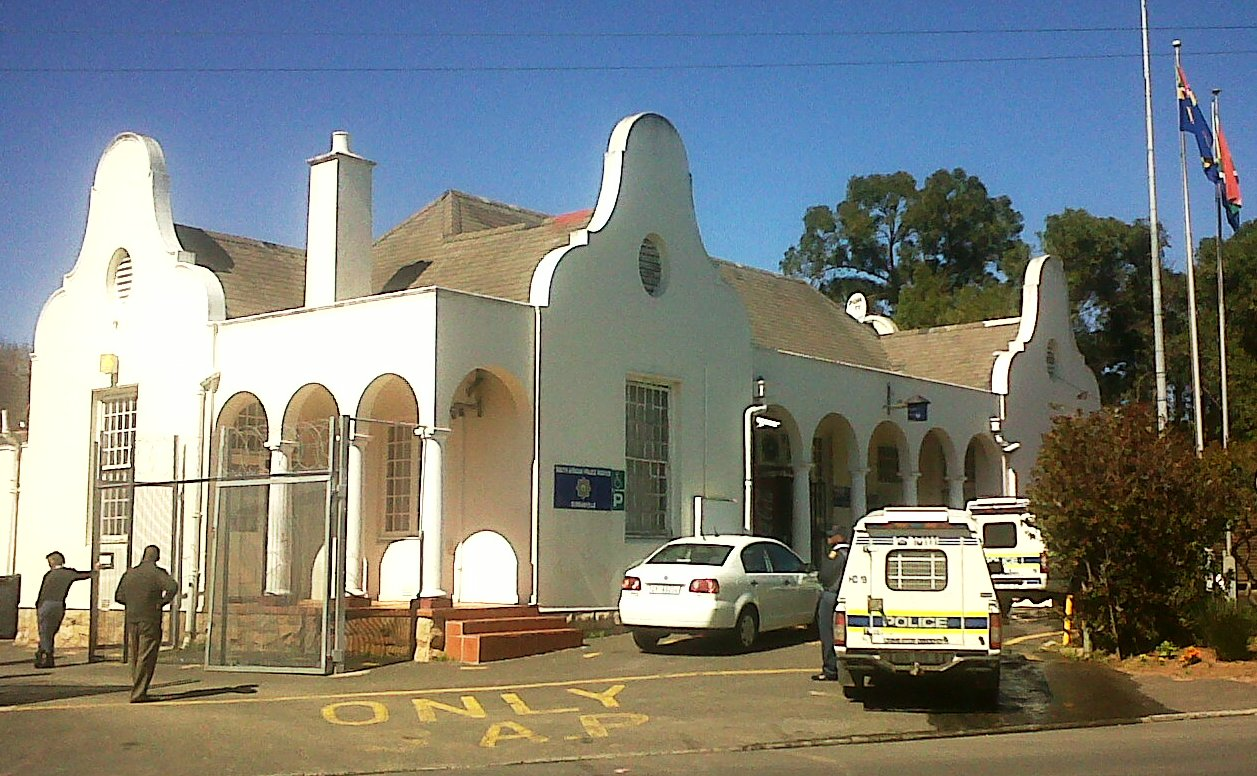
Poste de police de Durbanville

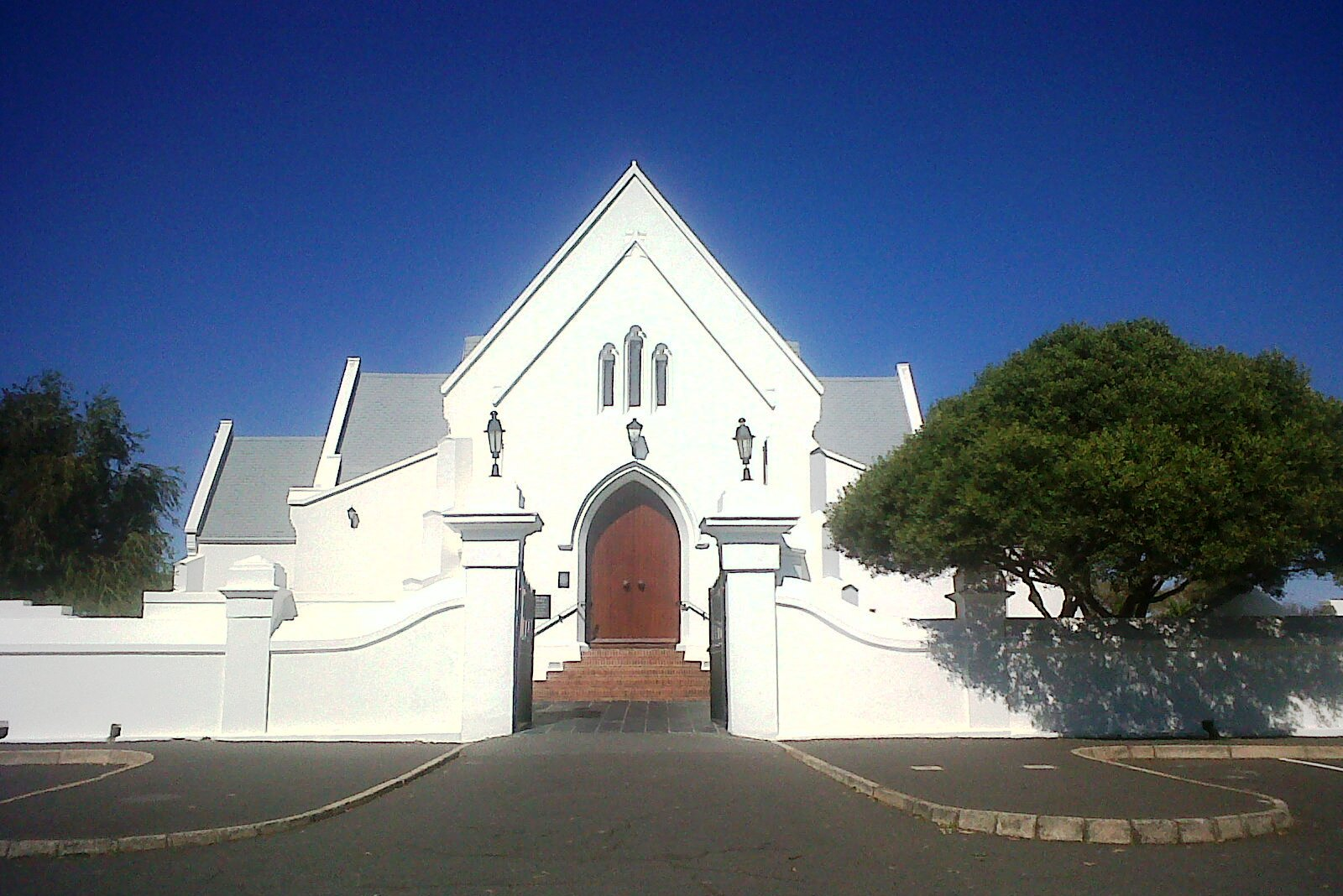
Église réformée hollandaise à Durbanville (1826, modifiée en 1859, 1891 et 1903)

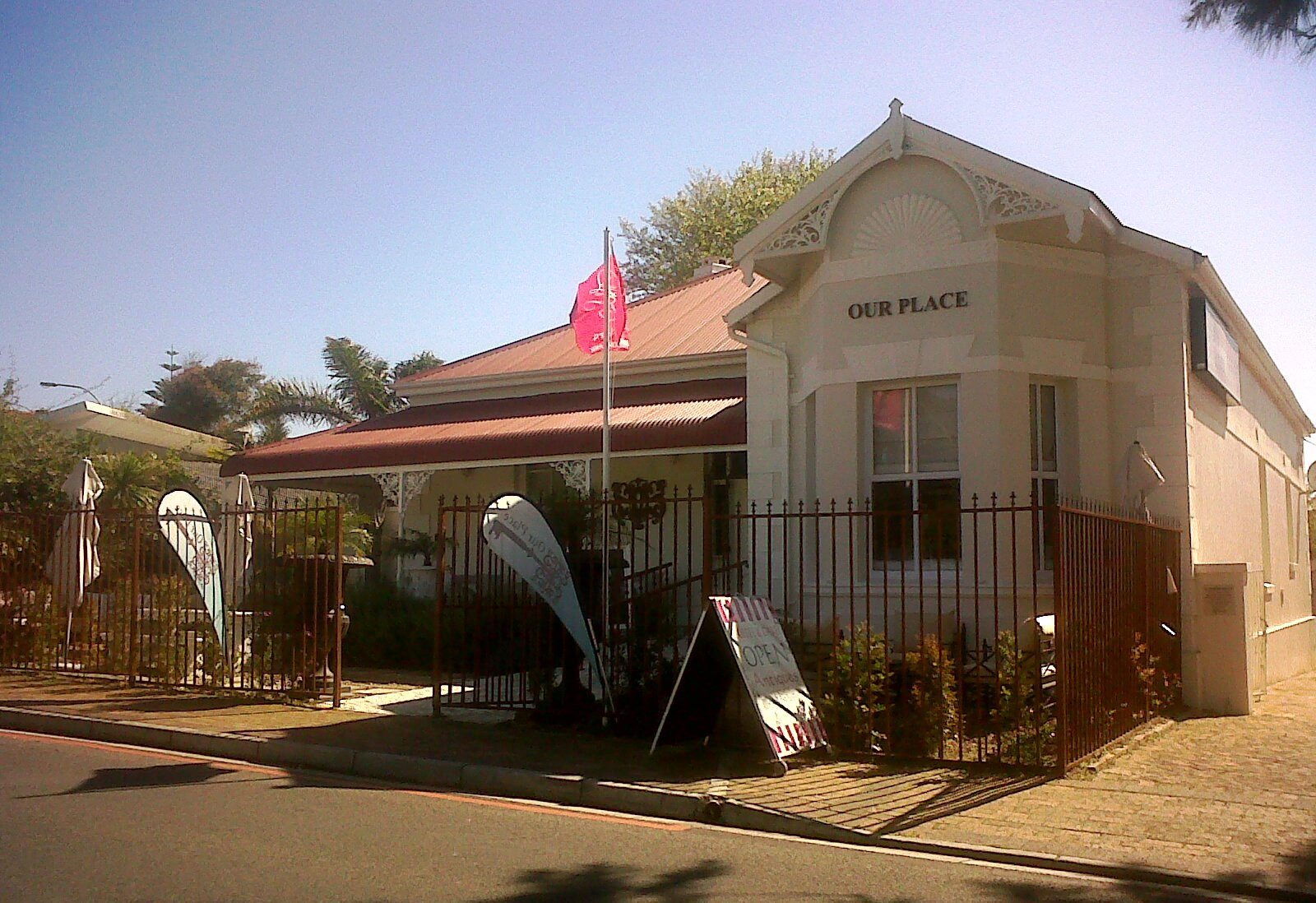
Architecture victorienne sur Oxford street

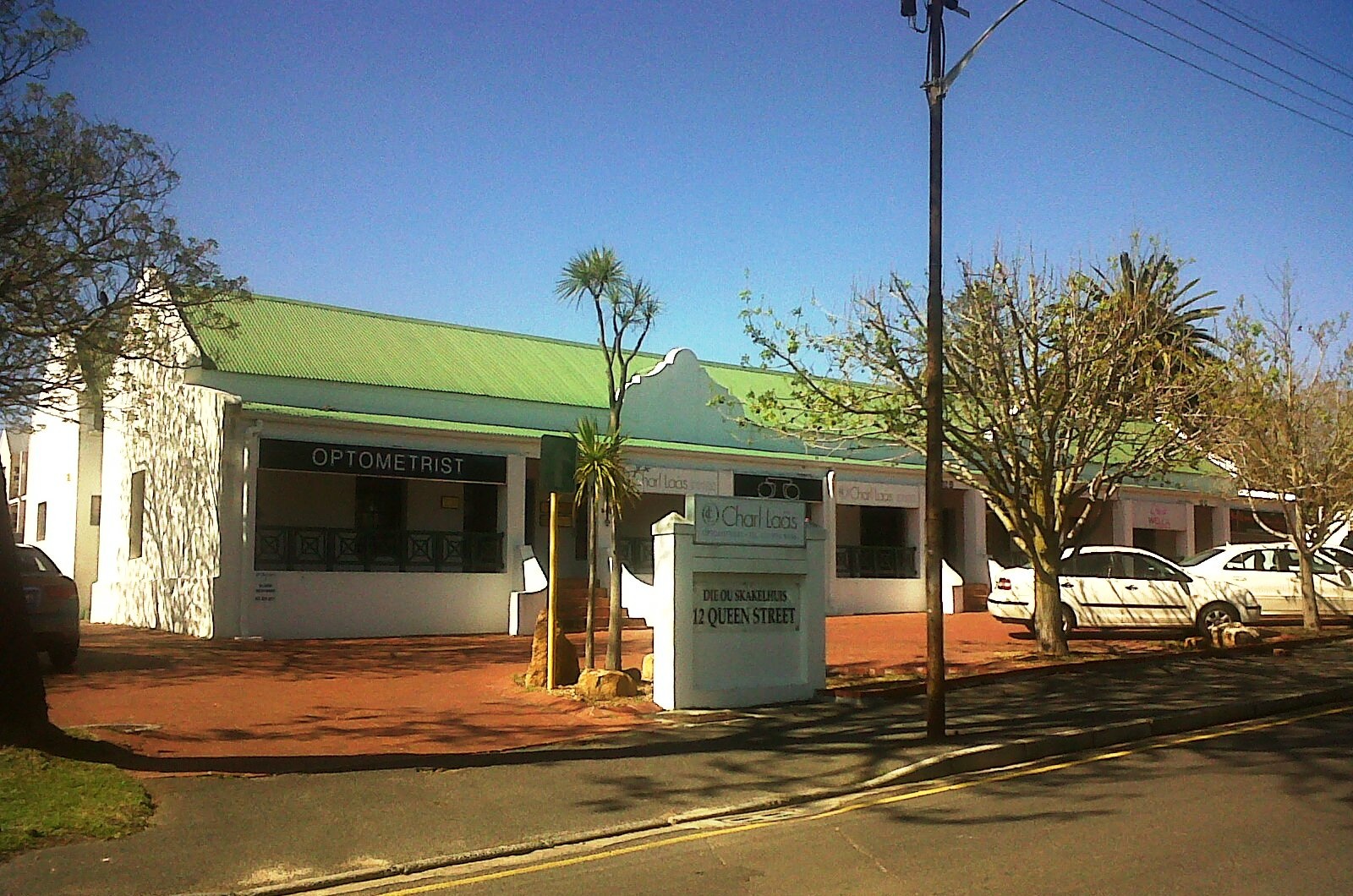
Architecture néerlandaise du Cap sur Queen street

Durbanville est fondé au début du XIXe siècle autour d'une source d'eau douce et sert d'abord principalement de relais pour abreuver les voyageurs entre Le Cap et les terres de l'intérieur. À l'origine, la localité s'appelle Pampoenkraal (pampoen signifiant courge en afrikaans et kraal signifiant corral ou enceinte pour le bétail).
En 1825, un groupe d'agriculteurs locaux demandent la permission à Lord Charles Somerset, le gouverneur de la colonie du Cap, de construire leur propre église. Une église réformée hollandaise est inauguré le 6 août 1826. Un petit village, Pampoenkraal, s'étend progressivement autour de cette église. Au cours de l'année 1836, les habitants de Pampoenkraal demandent au gouverneur de la colonie du Cap, Sir Benjamin d'Urban, la permission de renommer leur village en d'Urban. La permission leur accordé. Le village prend le nom de D'Urban, modifié en 1886 en Durbanville pour éviter toute confusion avec la ville de Durban, la ville portuaire très importante de la colonie du Natal.
Durbanville se développe comme une grosse bourgade avec son propre tribunal, sa prison et son magistrat et devient le siège du  district magistral de Bellville. En 1897, un conseil communal est créé et en 1901, Durbanville devient une municipalité dont le premier maire s'appelle John King.
L'industrie locale se développe également autour des chemins de fer et plus particulièrement de la construction des wagons (King Brothers Wagon Works).
En mai 1996, la municipalité de Durbanville est amalgamée avec les autorités locales de Bellville, Goodwood, Parow, Khayelitsha et Mfuleni pour former la municipalité de Tygerberg. Cinq ans plus tard, celle-ci est annexée dans la nouvelle municipalité métropolitaine du Cap.

## Circonscriptions électorales
Durbanville est situé dans deux arrondissements et se partage entre quatre circonscriptions municipales : 
- dans le 7e arrondissement (sub council 7), la circonscription no 21 (Amanda Glen - Aurora - Bellville - Betanie - Bethanie - Bloemhof - Bo Oakdale - Chantecler - Durbanville - Durbanville Hills - Durbell - Everglen - Eversdal - Eversdal - Eversdal Heights - Natures Valley - Nerina - Okennedyville - Ridgeworth - Rosendal - Rosenpark - Sonstraal Heights - Sonstraal Heights - Stellenberg - Stellenridge - Stellenryk - Valmary Park - Vergesig - Vygeboom - Wairoa) dont le conseiller municipal est Taki Amira (DA)[2],
- dans le 3e arrondissement (sub council 3), la circonscription municipale no 70 (Tygervalley - Selborne - Loevenstein - Stellenbosch University - Welgemoed - Oude West Hof - Welgedacht - Van Riebeecks Hof - Protea Valley - Proteavalley - Waterkloof, De Bron Ext 44 - Nieuw Maastrecht-1 - Nieuw Maastrecht-2 - Springfield - Tygervalley Waterfront - Hoheizen - Door De Kraal - Door De Kraal Farm - Cape Farms District C - Kanonberg - Kenridge (Bellville) - Kenridge (Durbanville) - Blomvlei) dont le conseiller municipal est Andrea Crous (DA)[3],
- dans le 7e arrondissement (sub council 7), la circonscription no 105 (Brentwood Park - Clara Anna Fontein - Durbanville au nord de Wellington Drive et Hibiscus Way et à l'est de Koeberg Way et Plein Street - Durmonte - Fisantekraal - Fisantekraal Industrial - Graanendal - Greenville Garden City - Joostenbergvlakte Smallholdings - Klipheuwel Housing Scheme - Kraaifontein Industria à l'ouest de Maroela Street, au sud de la N1, Anderson South Road et Wagtail Street - Mikpunt - Philadelphia - Proteaville - Ruitershoogte - Schoongezicht - The Crest - Vierlanden - Welgevonden - Wellway Park - Westerdale) dont le conseiller municipal est Ruan Beneke (DA)[4].
- la circonscription no 112 (Aurora - B.H.M. - Durbanvale - Durbanville - Durbanville Hills - Durbanville Meadows - Goedemoed - Langeberg Village - Morningstar - Natures Valley - Nerina - Pinehurst - Rosedale - Uitzicht - Vergesig - Wairoa - Wellway Park East) dont le conseiller municipal est Theresa Uys (DA)[5].

## Personnalités liées à Durbanville
- Mark Shuttleworth
- Gene Louw, maire de Durbanville de 1967 à 1972
- Wilna Adriaanse, écrivaine, y a vécu